# ان‌جی‌سی ۷۳۵۴
ان‌جی‌سی ۷۳۵۴ (انگلیسی: NGC 7354) یک سحابی سیاره‌نما است که در صورت فلکی چرخان قطبی شمال سفئوس و در فاصله تقریبی ۵٫۵ کیلوگرم از خورشید واقع شده‌است. این اختراع توسط ستاره‌شناس متولد آلمان ویلیام هرشل در ۳ نوامبر ۱۷۸۷ کشف شد. جان ال ای درایر آن را چنین توصیف کرد: «یک سحابی سیاره ای، روشن، کوچک، گرد، کاملاً به تدریج بسیار کمی روشن‌تر».
این سحابی نتیجه یک ستاره پیر است که جو خارجی خود را بیرون می‌زند. طور کلی سحابی بیضوی شکل است، با ساختار پیچیده داخلی دارای پوسته‌های داخلی و خارجی، چندین گره استوایی روشن و دو ویژگی جت مانند در نزدیکی قطب‌های سحابی. لبه پوسته داخلی بیضی است و نسبت ابعاد آن ۱٫۶ و یک محور اصلی است. ۳۰ ". پوسته بیرونی بیشتر دایره ای است و تقریباً هم اندازه استقطر ۳۳. پوسته ضعیف بیرونی با سرعت بیشتری نسبت به پوسته داخلی منبسط می‌شود و گره‌ها با همان سرعت پوسته خارجی در حرکت هستند. پوسته خارجی قدمت تخمینی ۲۵۰۰ سال دارد، در حالی که پوسته داخلی ۱۶۰۰ ساله است.
ویژگی‌های ریخت‌شناسی سحابی را می‌توان با یک سیستم ستاره ای دوتایی در تعامل با یکی از این جفت‌ها که از فاز شاخه غول مجانبی عبور می‌کند، توضیح داد. این جت‌ها ممکن است توسط دیسک جمع‌آوری شده‌ای حاصل از ستاره کوتوله سفید ایجاد شود.